# I'm the One (Static-X)
I'm the One è un singolo del gruppo musicale statunitense Static-X, pubblicato nel 2005 come unico estratto dal quarto album in studio Start a War.

## Tracce
1. I'm the One – 2:36